# Горицвіт літній
Горицвіт літній (Adonis aestivalis) — вид рослин з родини жовтецевих (Ranunculaceae), поширений у північно-західній Африці, Європі, західній і південно-західній Азії.

## Опис
Однорічна рослина 10–50 см. Пелюстки помаранчеві до червонуватих. Плід з 1–2 зубцями на спинці. Трава зі стрижневим коренем. Листя: прикореневі листки 3–5 см, схожі на стеблові, черешкові; стеблові листки сидячі або майже сидячі. Листові пластинки 2–3-перисторозділені. Квітки діаметром 1.5–3.5 см; чашолистки притиснуті до пелюсток. Сім'янки 4–6 мм, голі.

## Поширення
Поширений у північно-західній Африці, Європі крім півночі, й на схід до західних Гімалаїв; інтродукований до США.
В Україні вид зростає на сухих схилах, уздовж доріг, у посівах — на всій території, спорадично.

## Використання
Декоративна, бур'яниста, отруйна, лікарська рослина.